# Josiah Wedgwood (1730–1795)
Josiah Wedgwood (ur. 12 lipca 1730 w Burslem, zm. 3 stycznia 1795) – angielski ceramik, założyciel przedsiębiorstwa Wedgwood. Abolicjonista. Dziadek Charlesa Darwina i Emmy Darwin.